# Antônio Pedroso de Alvarenga
Capitão e Sargento-mor Antônio Pedroso de Alvarenga (São Paulo, 1582 — São Paulo, 1643) foi um destacado bandeirante e sertanista brasileiro nascido em São Paulo, filho do fidalgo português Antônio Rodrigues de Alvarenga e de Anna Ribeiro. Luís Gonzaga da Silva Leme o descreve como "nobilíssimo" em sua "Genealogia Paulistana".
Em 1602, adolescente, integrou a bandeira de Nicolau Barreto ao Guairá. Em abril de 1616 partiu de São Paulo com tropa à sua custa, internando-se 300 léguas. Achou-se, segundo descreve Pedro Taques de Almeida Pais Leme, «no centro do grande rio Paraupava, ao Norte da Capitania que hoje é da de Goiás, e encaminha suas águas a sepultá-las no caudaloso rio do Maranhão», ou seja, o rio Amazonas.
Seria o rio Paraopeba, caso em que Antônio Pedroso de Alvarenga seria o primeiro conquistador a penetrar tais sertões goianos! Tinha deixado São Paulo com Lázaro Costa, o chefe da bandeira, a 13 de julho de 1615. Haviam estado no sertão dos carijós, como era então chamado o Sul do território brasileiro. Em maio de 1616 Costa voltou a São Paulo e Alvarenga ainda permanecia no sertão em dezembro de 1616.
Casara com Ana Correia, do Espírito Santo mas morreu em São Paulo em deixar geração. Silva Leme o chama «nobilíssimo» e descreve sua família em sua «Genealogia Paulistana», volume V página 422.